# Кимбута, Андре
Андре Кимбута Янго (фр. André Kimbuta Yango; род. 16 июня 1954, Киквит) — государственный и политический деятель Демократической Республики Конго. Губернатор Киншасы (2007—2019).

## Биография
Андре Кимбута родился 16 июня 1954 года в Киквите. В 1979 году получил степень по математике в Национальном педагогическом институте. Работал учителем математики в Колледже Бобото в Киншасе, а также в Нигере и Габоне. Затем Кимбута стал вести предпринимательскую деятельность. После подписания Преторийского соглашения стал советником министра внутренних дел и децентрализации. В октябре 2006 года стал депутатом провинции Киншасы. В январе 2007 года был избран губернатором Киншасы. Он также возглавил Координационный комитет по развитию города Киншаса (CODEK).

## Дело Ботети
6 июля 2008 года был убит вице-президент Ассамблеи провинции Киншаса Даниэль Ботети. Патрик Мвева, который вместе с пятью другими обвинялся в убийстве, 18 июля заявил военному трибуналу, что Андре Кимбута приказал ему убить Ботети, предложив 1 200 долларов за участие в убийстве. Пресс-секретарь Кимбуты Тереза Оленга заявила, что эти показания были «наполнены противоречиями».